# Meester Frana
Meester Frana (Tsjechisch: Fráňa) was een Boheems miniaturist actief op het einde van de 14e eeuw en het begin van de 15e eeuw in Praag waar hij werkte voor koning Wenceslaus IV van Bohemen. Stilistisch kan men de kunstenaar onderbrengen in de stroming van de Praagse internationale gotiek.

## Biografische elementen
Van het leven van Frana voor hij in Praag gevestigd was als miniaturist is niets bekend. Op basis van zijn naam wordt hij gezien als een Boheems miniaturist hoewel zijn spelling van het koninklijke motto als toho bzde toho in plaats van thoho pzde thoho in de Wenceslaus-Bijbel, daarover twijfels oproept. Sommige kunsthistorici denken dat hij zijn opleiding kreeg in Zuid-Duitsland. Zijn werk doet denken aan de Meester van Wittingau, de belangrijkste exponent van de Boheemse schilderkunst in de tweede helft van de 14e eeuw en de wegbereider van de internationale gotiek (Weicher Stil) in Bohemen.
Frana is bekend omdat hij zijn naam achterliet, geschreven in gouden letters onderaan op twee folia van de Wenceslaus-Bijbel. Het feit dat hij hiervoor gouden letters gebruikte, is een aanduiding dat dit niet toevallig was of om de folia te merken in verband met de betaling van het geleverde werk, maar dat hij wel degelijk zichzelf wou kenbaar maken als artiest die aan deze Bijbel gewerkt had.
Frana wordt voor het eerste genoemd in een document uit 1397 als Frana illuminator domini regis, als de koning hem een ruim atelier schenkt in de buurt van het Joodse kwartier. Een ander dateerbaar werk van Frana is het titelblad van de Gouden Bul van Wenceslaus VI, een handschrift dat  in 1400 werd vervaardigd voor Wenceslaus. Zijn aanwezigheid in Praag is gedocumenteerd tot in 1414.

## Wenceslaus Atelier
Men zegt dikwijls dat František werkte in het Wenceslaus-atelier. Studies uit de negentiende eeuw dachten daarbij aan een centraal atelier waar al het werk aan de handschriften voor de koning werd uitgevoerd door een rits vaste medewerkers. Maar in modern onderzoek heeft men deze theorie laten varen. Nu wordt ervan uitgegaan dat er verscheidene ateliers bij de realisatie van de verluchting van onder meer de Wenceslaus-Bijbel, het beroemdste handschrift waarvan Frana bekend is, betrokken waren.

## Werken
Hierbij een lijst met enkele werken toegeschreven aan Frana.
- Willehalm Codex 1387, met miniaturen van de hand van Frana; margeversiering door het Siebentage-atelier
- Wenceslaus bijbel 1390, Frana was een van de vele miniaturisten die bij dit werk betrokken waren.
- Gebedenboek[3] naar Jan ze Středy, bisschop van Litomyšl (ca. 1390).[1]
- Titelpagina van de Gouden Bul van Wenceslaus IV (1400)